# Samyj lutjsjij film 2
Samyj lutjsjij film 2 (russisk: Самый лучший фильм 2) er en russisk spillefilm fra 2009 af Oleg Fomin.

## Medvirkende
- Garik Kharlamov
- Mikhail Galustjan som Jekaterina II
- Jevgenij Veresjjagin
- Timur Batrudinov
- Dmitrij Khrustaljov